# بطولة ويمبلدون 1912
قائمة ببطولات ويمبلدون لسنة 1912:

## فردي رجال
أنتوني ويلدنغ هزم  أرثر جور. النتيجة: 6-4 6-4 4-6 6-4

## فردي سيدات
إيثيل لاركومب هزمت  شارلت كوبر. النتيجة: 6-3, 6-1